# Digital Spy
Digital Spy este un site de știri din lumea show-bizului. Conform site-ului de trafic Alexa Internet, în luna februarie a anului 2012, Digital Spy este al 104-lea cel mai accesat site din Regatul Unit, cu un ranking total de 2173.